# Mirošovský topol
Mirošovský topol byl památný strom u města Mirošov jihovýchodně od Rokycan. Topol černý (Populus nigra) rostl v nadmořské výšce 445 m u benzinové pumpy při silnici spojující Mirošov a Hrádek. Obvod jeho kmene měřil 515 cm a koruna stromu dosahovala do výšky 29 m (měření 1998). Chráněn byl od roku 1985 pro svůj vzrůst a jako krajinná dominanta. Strom zahynul v roce 2005; právní ochrana byla následně zrušena roku 2006.

## Stromy v okolí
- Lípa na Purku
- Lípy u křížku